# جامعة نيشان تاشي
جامعة نيشان تاشي ((بالتركية: Nişantaşı Üniversitesi)‏ هي جامعة خاصة غير ربحية، تأسست في العام 2012 ومقرها مدينة اسطنبول ، تركيا . يتم دعم الجامعة مالياً من قبل مؤسسة نيشان تاشي للتعليم والثقافة. بدأ بالتعليم في العام الدراسي 2010-2011.

## ترتيب جامعة نيشان تاشي
أن ترتيب جامعة نيشان تاشي في تركيا فقد حصلت على المركز 150 على مستوى الجامعات التركية أما عن ترتيب جامعة نيشان تاشي عالميا فهو 7497 على مستوى الجامعات حول العالم.

## الكليات
كلية الاقتصاد والإدارة والعلوم الاجتماعية
- إدارة النقل الجوي المدني
- علم النفس
- التجارة الدولية والخدمات اللوجستية
- إدارة المنشئات الصحية
- الخدمة الاجتماعية
- الاقتصاد والتمويل
- العلوم السياسية والإدارة العامة
- اقتصاد
- الخدمات المصرفية والتمويل
- العلاقات دولية
- إدارة الأعمال
- المحاسبة والإدارة المالية
- علم النفس (باللغة الإنجليزية)
- وسائل الإعلام الجديدة
- وسائل الإعلام الجديدة (باللغة الإنجليزية)
- الصحافة
- العلاقات العامة والدعاية والإعلان
- علم الاجتماع
- إدارة السياحة
- نظم المعلومات الإدارية

كلية الهندسة والعمارة
- الهندسة المدنية
- العمارة
- هندسة البرمجيات
- هندسة الكمبيوتر
- الهندسة الصناعية
- الهندسة الميكانيكية

كلية الفنون والتصميم
- تصميم المنسوجات والأزياء
- العمارة الداخلية
- تصميم الاتصالات
- الراديو والتلفزيون والسينما
- فن الطهو و والمطبخ
- التصميم الجرافيكي

## حرم الجامعة
- حرم كاغت هانه ساد آباد =في مدينة كاغت هانه
- حرم بيرم باشا الجامعي في بيرم باشا
- حرم نيشان تاشي الجامعي في نيشان تاشي

## روابط خارجية
- الموقع الرسمي
- بوابة التسجيل الاكتروني